# Statue-menhir de Frescaty
La statue-menhir de Frescaty est une statue-menhir appartenant au groupe rouergat découverte à Lacaune, dans le département du Tarn en France.

## Description
Elle a été découverte dans les champs de la Resse Neuve en 1902 par M. Bru et authentifiée par l'abbé Hermet. La statue a été sculptée et gravée sur une dalle de grès rouge permien dont le site d'extraction le plus proche est situé à 13 km du lieu de la découverte. Elle mesure 1,67 m de hauteur pour une largeur maximale de 0,67 m et un épaisseur de 0,20 m. 
La statue est complète, de très belle facture et en très bon état. C'est l'un des plus beaux exemplaires du groupe rouergat. C'est une statue féminine. Sur sa face antérieure, elle comporte tous les caractères anthropomorphes habituels : visage complet (yeux, nez et tatouages), seins, bras, mains, jambes et pieds. Les jambes sont disjointes. Le personnage porte un collier à six rangs, une ceinture décorée de traits verticaux ou obliques et d'une série de « C » inversés, un vêtement à plis remontant jusqu'aux épaules dans le dos.
La statue est conservée au siège de la Société archéologique du Midi de la France.